# 3385 Bronnina
3385 Bronnina је астероид главног астероидног појаса чија средња удаљеност од Сунца износи 2,220 астрономских јединица (АЈ).
Апсолутна магнитуда астероида је 12,8.